# Триггерная точка
Триггерная точка, также триггерная зона, триггерная область (англ. trigger point, trigger sites, от trigger — «спусковой крючок») — термин из массажа (мануальной терапии), обозначающий фокус гиперраздражимости ткани, болезненный при сдавливании.
Термин «триггерная точка» был введён в оборот в 1942 году доктором Джанет Тревелл.

## Разновидности триггерных точек
Различают следующие разновидности триггерных точек:
- миофасциальные,
- кожные,
- фасциальные,
- связочные,
- периостальные надкостничные.

### Миофасциальные триггерные точки
Миофасциальные триггерные точки являются областями гиперраздражимости, обычно не далее напряжённых уплотнений скелетных мышц или в мышечной фасции, и подразделяются на:
- активные — область повышенной раздражимости проявляется в виде боли.
- латентные — болезненность проявляется только при пальпации.
- первичные — область активируется при острой или хронической перегрузке мышцы.
- ассоциативные — область повышенной раздражимости в мышце или в её фасции:
  - появляется при перегрузке этой мышцы от излишней активности, компенсирующей недостаточную активность другой мышцы,
  - вызывается активностью триггерной точки в другой мышце.

## Миофасциальный болевой синдром
Главным нововведением в работах Дж. Тревелл было введение концепции миофасциального болевого синдрома (миофасциальный в смысле комбинации мышцы и фасции). Он описывается как фокус гиперраздражимости в мышце, который может сильно влиять на функции центральной нервной системы. По определению Тревелл, миофасциальный болевой синдром — это «боль и/или вегетативные симптомы, отраженные из активных миофасциальных триггерных точек, с проявлением дисфункции». Миофасциальная боль связана с мышечной чувствительностью, которая возникает от триггерных точек, фокусов гиперраздражимости, имеющих несколько миллиметров в диаметре, найденных во многих мышечных областях и фасции мышечной ткани.
Согласно исследованию сторонников акупунктуры П.Доршера (P.Dorsher) и Дж. Флекенштайна (J. Fleckenstein), имеется устойчивая корреляция между местоположением на теле миофасциальных триггерных точек и классических точек акупунктуры: по их мнению, 238 из 255 триггерных точек (93.3 %) имеют анатомическую связь с акупунктурными точками, включая 79,5 % с аналогичными болевыми симптомами. Исследовались 255 триггерных точек по отношению к 747 акупунктурным точкам. При этом триггерная точка рассматривалась как окружность радиусом 2 см..
Некоторыми авторами миофасциальные точки группируются в меридианы по аналогии с меридианами в акупунктуре (миофасциальные меридианы имеют некоторое дублирование акупунктурных за исключением двух из них).
С другой стороны, анатомическими и гистологическими исследованиями не подтверждено существование в организме человека структур, которые можно было бы отождествить с акупунктурными точками и меридианами.
Несмотря на то, что триггерные точки считаются важными источниками болей в опорно-двигательной системе человека, в настоящее время не существует единого стандарта для определения местонахождения триггерных точек. Данные о достоверности исследований триггерных точек являются противоречивыми. Обзор клинических исследований (2009) показал, что существующие в настоящее время критерии для определения местонахождения триггерных точек пока не могут быть рекомендованы по причине невысокого качества опубликованных исследований.